# Ernst Bühler (Radsportler)
Ernst Bühler (* 25. März 1909 in Bütschwil; † 1972) war ein Schweizer Radrennfahrer.

## Sportliche Laufbahn
Von 1931 bis 1941 war er erst als Unabhängiger, dann als Berufsfahrer aktiv.
Sein einziger bedeutender Erfolg war der Sieg im Eintagesrennen Tour du Lac Léman 1936. Er bestritt einige Sechstagerennen, vor allem in Nordamerika. Dort wurde er 1938 im Sechstagerennen von Indianapolis Zweiter mit Jules Audy als Partner. 1935 wurde er beim Sieg von Sepp Dinkelkamp Dritter der nationalen Meisterschaft im Sprint. Mehrfach startete er in der Tour de Suisse.